# Cantata academica
Cantata academica, Carmen basiliense (op. 62) és una obra coral de 1959 sobre un text en llatí del compositor anglès Benjamin Britten. Va ser un encàrrec de Paul Sacher per al cinquè centenari de la Universitat de Basilea. Va dirigir l'estrena l'1 de juliol de 1960.

## Història i text
La cantata, finalitzada el març de 1959, va ser escrita amb motiu del 500è aniversari de la Universitat de Basilea l'1 de juliol de l'any següent. El text en llatí, que va ser recopilat Bernhard Wyss, es basa en la carta de la universitat, així com en oracions més antigues que lloen Basilea. Britten va escriure el text de l'obra a les pàgines del seu antic quadern d'exercicis d'alemany. Després va utilitzar el mateix llibre per planificar el seu War Requiem.
L'obra es va estrenar a la Universitat de Basilea l'1 de juliol de 1960, dirigida per Paul Sacher; els intèrprets van ser Agnes Giebel, Elsa Cavelti, Peter Pears, Heinz Rehfuss, el Basler Kammerchor, el Sterk'scher Privatchor i el Basler Kammerorchester. L'estrena britànica fou a la Cambridge University Music Society al novembre, pocs mesos després que Britten rebés un doctorat honorífic per la Universitat.

## Composició
La peça està composta per a quatre solistes vocals (soprano, alto o contralt, tenor i baix), un cor de quatre parts, dues flautes, flautí, dos oboès, dos clarinets en si bemoll, dos fagots, quatre trompes, dues trompetes en do, tres trombons, tuba, cordes, timbals, quatre percussionistes, dues arpes i piano.
L'obra es divideix en dues parts i té tretze seccions totals.
Part 1
1. Corale
2. Alla rovesco
3. Recitatiu (tenor)
4. Arioso (baix)
5. Duettino (soprano i alto)
6. Recitatiu (tenor)
7. Scherzo

Part 2
1. Tema seriale con fuga
2. Soli et duetto (alt i baix)
3. Arioso con canto popolare
4. Recitatiu (tenor)
5. Canone ed istinato
6. Corale con canto

Cantata academica és formalment una obra de serialisme, tot i que només a gran escala, "tan estretament connectada amb la forma que és la forma en si mateixa". Això reflecteix la intenció de Britten de ser deliberadament "intel·ligent" amb l'obra; va assenyalar en una carta a Wyss que la peça està "plena de dispositius acadèmics per a l'edificació dels intèrprets". La secció final és "però un retorn a l'obertura"; cadascuna de les altres té una única "nota de decisió", corresponent a la sèrie de 12 notes de l'obra, que serveix de to ostinato o pedal per a la secció.

## Adaptacions
El moviment Tema seriale con fuga Es va adaptar per a dues composicions del 1973 de Richard Rodney Bennett dedicades a Britten: un concert per a orquestra i una obra anomenada Alba per a orgue. També es va utilitzar com a base per a una composició col·laborativa de 1963 de Bennett, Nicholas Maw i Malcolm Williamson, anomenada Reflections on a theme of Benjamin Britten.